# ウェッサイソウル!/BIG LOVE SONG
『ウェッサイソウル!/BIG LOVE SONG』は、WEST.の24枚目のシングル。2025年5月7日にELOV-Labelより発売された。

## 概要
24枚目にちなみ、「24（ニシ）の空気感を感じさせる両A面シングル」として初回盤A（CD+DVD/Blu-ray）・初回盤B（CD+DVD/Blu-ray）・通常盤（CDのみ）の3仕様でリリースされた。
「ウェッサイソウル!」はWEST.全員で主演を務める映画『裏社員。-スパイやらせてもろてます-』の主題歌、「BIG LOVE SONG」は神山智洋が主演を務める東海テレビ制作土ドラ『ミッドナイト屋台〜ラ・ボンノォ〜』の主題歌にそれぞれ起用されている。

## 購入特典
初回盤A・B・通常盤にそれぞれ封入されているシリアルコードでいずれかのコースに応募。応募者にはもれなく全員に参加賞としてオリジナル画像がダウンロード可能となる。
- A賞：ウェッシャーツ!!!!!!!（ベースボールシャツ） - 777名（各111名×7色）
- B賞：BIG LOVE POUCH（ハート型ポーチ） - 2,424名様

## 収録曲
クレジット出典

### CD

#### 初回盤A
1. ウェッサイソウル!［3:52］
作詞・作曲：トータス松本 / 編曲：ウルフルズ&菅原龍平
2. BIG LOVE SONG［3:36］
作詞：AKIRA、栗原暁（Jazzin'park） / 作曲：AKIRA、久保田真悟（Jazzin'park）、栗原暁（Jazzin'park） / 編曲：久保田真悟（Jazzin'park）
3. 君の嫌いな君［3:39］
作詞：ゆっきゅん / 作曲・編曲：如月結愛
4. ウェッサイソウル!（オリジナル・カラオケ）
5. BIG LOVE SONG（オリジナル・カラオケ）
6. 君の嫌いな君（オリジナル・カラオケ）

#### 初回盤B
1. BIG LOVE SONG
2. ウェッサイソウル!
3. escape［3:03］
作詞：Yohei / 作曲：前田佑、Yohei / 編曲：前田佑
4. BIG LOVE SONG（オリジナル・カラオケ）
5. ウェッサイソウル!（オリジナル・カラオケ）
6. escape（オリジナル・カラオケ）

#### 通常盤
1. ウェッサイソウル！
2. BIG LOVE SONG
3. 春びより［4:16］
作詞：瀬奈 / 作曲・編曲：竹内聖
4. 僕だけの小さな花［4:02］
作詞：篠原とまと / 作曲・編曲：山田竜平

### DVD/Blu-ray

#### 初回盤A
約31分収録。
- 「ウェッサイソウル!」Music Video & Making

#### 初回盤B
約29分収録。
- 「BIG LOVE SONG」Music Video & Making